# Episodi di Big Nate (seconda stagione)
La seconda stagione di Big Nate è stata trasmessa in prima visione negli Stati Uniti d'America sul servizio di streaming Paramount+ dal 7 luglio 2023 al 26 agosto 2024 e dopo sulla rete televisiva Nicktoons, mentre in Italia da Nickelodeon dal 2023.
| nº | Titolo originale                      | Titolo italiano | Prima TV USA                                          | Prima TV Italia |
| -- | ------------------------------------- | --------------- | ----------------------------------------------------- | --------------- |
| 1  | The Curse of Eewcorpico               | [[#\|]]         | 7 luglio 2023 (Paramount+) 12 marzo 2024 (Nicktoons)  | 11 agosto 2023  |
| 2  | The Curse of Eewcorpico               | [[#\|]]         | 7 luglio 2023 (Paramount+) 13 marzo 2024 (Nicktoons)  | 14 agosto 2023  |
| 3  | Mouth Brow Madness                    | [[#\|]]         | 7 luglio 2023 (Paramount+) 18 marzo 2024 (Nicktoons)  | 15 agosto 2023  |
| 4  | Flavor Blasted Beardy Yum Yums        | [[#\|]]         | 7 luglio 2023 (Paramount+) 20 marzo 2024 (Nicktoons)  | 16 agosto 2023  |
| 5  | Bum Rap                               | [[#\|]]         | 7 luglio 2023 (Paramount+) 14 marzo 2024 (Nicktoons)  | 17 agosto 2023  |
| 6  | A Star Is Torn                        | [[#\|]]         | 7 luglio 2023 (Paramount+) 18 marzo 2024 (Nicktoons)  | 18 agosto 2023  |
| 7  | Valentine's Day of Horror: Chapter II | [[#\|]]         | 7 luglio 2023 (Paramount+) 19 marzo 2924 (Nicktoons)  | 21 agosto 2023  |
| 8  | Nate Wright's Day Off                 | [[#\|]]         | 7 luglio 2023 (Paramount+) 15 marzo 2024 (Nicktoons)  | 22 agosto 2023  |
| 9  | Rackleff's G.O.A.T.                   | [[#\|]]         | 7 luglio 2023 (Paramount+) 12 aprile 2023 (Nicktoons) | 23 agosto 2023  |
| 10 | The Ballad of Big Nate                | [[#\|]]         | 7 luglio 2023 (Paramount+) 22 marzo 2024 (Nicktoons)  | 24 agosto 2023  |
| 11 | The Real Kids of P.S. 38              | [[#\|]]         | 26 agosto 2024 (Paramount+)                           |                 |
| 12 | Holy Pierogis                         | [[#\|]]         | 26 agosto 2024 (Paramount+)                           |                 |
| 13 | The Tween's Gambit                    | [[#\|]]         | 26 agosto 2024 (Paramount+)                           |                 |
| 14 | Nate Wright Has Left the Building     | [[#\|]]         | 26 agosto 2024 (Paramount+)                           |                 |
| 15 | Speed Bump Brawl                      | [[#\|]]         | 26 agosto 2024 (Paramount+)                           |                 |
| 16 | NATESgiving                           | [[#\|]]         | 26 agosto 2024 (Paramount+)                           |                 |
| 17 | Field of Nightmares                   | [[#\|]]         | 26 agosto 2024 (Paramount+)                           |                 |
| 18 | Exes Machina                          | [[#\|]]         | 26 agosto 2024 (Paramount+)                           |                 |
| 19 | Scarytale Endings                     | [[#\|]]         | 26 agosto 2024 (Paramount+)                           |                 |
| 20 | Rackleff's a Dump                     | [[#\|]]         | 26 agosto 2024 (Paramount+)                           |                 |
| 21 | Nate Eat World                        | [[#\|]]         | 26 agosto 2024 (Paramount+)                           |                 |
| 22 | Carlotha the Sloth-a                  | [[#\|]]         | 26 agosto 2024 (Paramount+)                           |                 |
| 23 | The Unsittable One                    | [[#\|]]         | 26 agosto 2024 (Paramount+)                           |                 |
| 24 | Norchaborf                            | [[#\|]]         | 26 agosto 2024 (Paramount+)                           |                 |
| 25 | Extreme Makeover: Gym Teacher Edition | [[#\|]]         | 26 agosto 2024 (Paramount+)                           |                 |
| 26 | Fuller House                          | [[#\|]]         | 26 agosto 2024 (Paramount+)                           |                 |